# Affaire Púnica

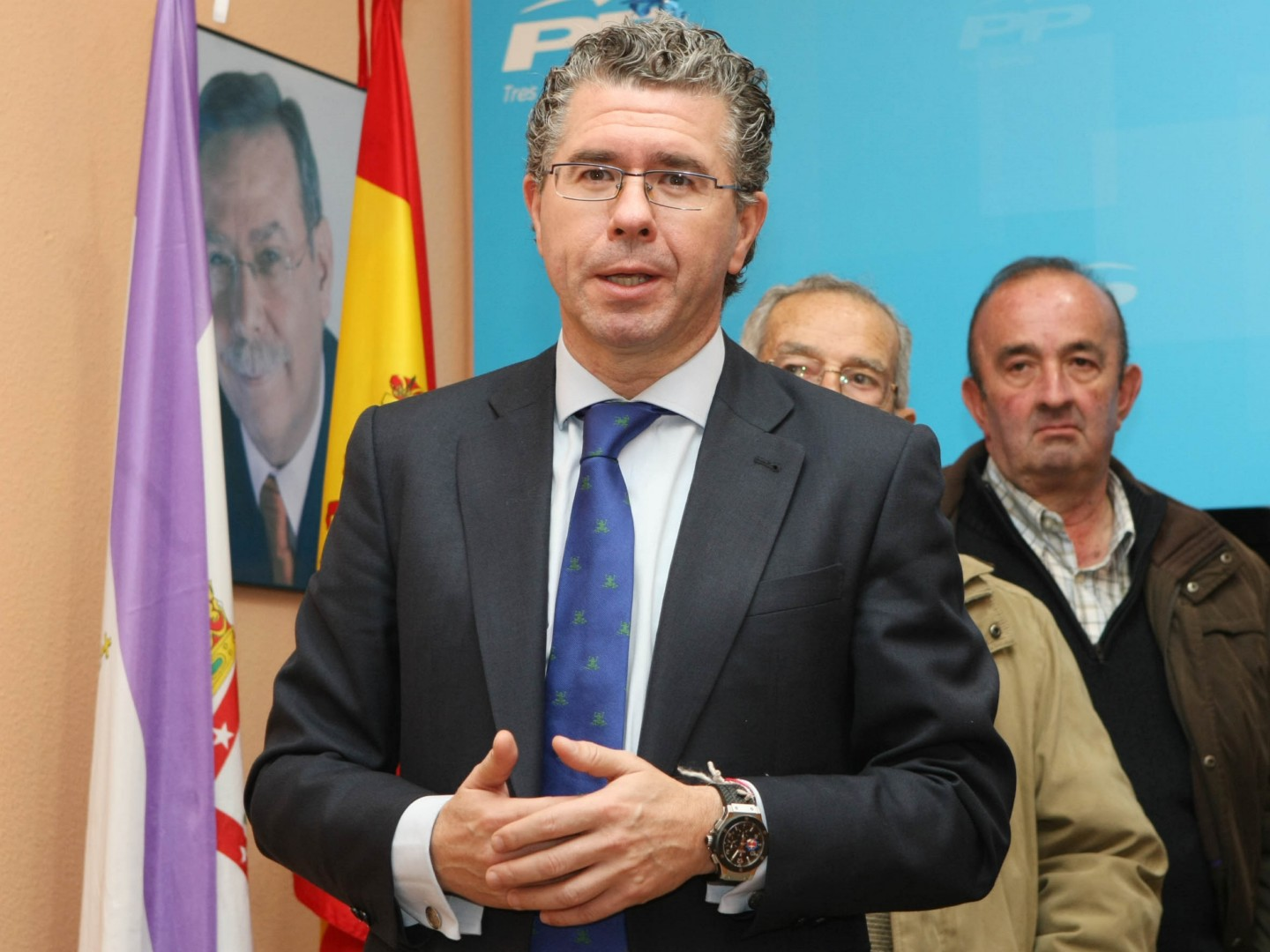
Francisco Granados, ancien secrétaire général et numéro deux du Parti populaire de la Communauté de Madrid, est un des principaux concernés, indirectement à l'origine du nom de l'affaire.

Le texte peut changer fréquemment, n’est peut-être pas à jour et peut manquer de recul. 
Le titre et la description de l'acte concerné reposent sur la qualification juridique retenue lors de la rédaction de l'article et peuvent évoluer en même temps que celle-ci.
 (août 2019).
L'affaire Púnica, parfois aussi appelée l'opération Púnica, est une affaire politico-financière espagnole. Cette affaire commence avec l'opération effectuée par l'Unité centrale opérationnelle de la Garde civile le 27 octobre 2014 à la demande du juge de l'Audience nationale d'Espagne, à l'encontre de 51 personnes, élus, fonctionnaires et chefs d'entreprises, qui sont arrêtés. Ils sont supposément impliqués dans un système de corruption qui aurait attribué des contrats publics d'une valeur de 250 millions d'euros en deux ans en échange de paiements et de commissions illégales –soit 2 à 3 % du montant du contrat– qui auraient été ensuite blanchis à travers un réseau sociétaire.

## Historique
L'affaire Púnica commence le 27 octobre 2014 lorsque le juge de l'Audience nationale d'Espagne, Eloy Velasco (es), demande à l'Unité Centrale Opérationnelle (UCO) de la Garde civile de déclencher une opération à l'encontre de 51 personnes, politiques, fonctionnaires et chefs d'entreprises. Arrêtés le jour même, ils sont supposément impliqués dans un système de corruption qui aurait attribué des contrats publics d'une valeur de 250 millions d'euros en deux ans en échange de paiements et de commissions illégales –soit 2 à 3 % du montant du contrat– qui auraient été ensuite blanchis à travers un réseau sociétaire,.
Selon le parquet anti-corruption espagnol (es), il s'agit d'un « réseau de corruption municipale et régionale infiltrée dans diverses municipalités et organismes des communautés autonomes, principalement dans les provinces et communautés autonomes de Madrid, Murcie, León et Valence ».
Le nom d'« Opération Púnica » attribué à cette opération par une part de la Guardia civil provient du nom scientifique du grenadier, Punica granatum, faisant ainsi référence à Francisco Granados (Granados signifiant grenadiers en espagnol),,.
Parmi les personnes arrêtées, en plus de Francisco Granados, apparemment le numéro un du réseau et secrétaire général du Parti Populaire de Madrid entre 2004 et 2011, ancien sénateur, et qui a assumé les charges de conseiller de la Présidence, de la Justice et de l'Intérieur, ainsi que des Transports de la Communauté de Madrid, se trouvent six maires de la communauté de Madrid, ceux de Parla, Valdemoro, Torrejón de Velasco, Casarrubuelos, Collado Villalba et Serranillos del Valle), le secrétaire de l'Institut de Tourisme de la région de Murcie, l'ancien maire de Carthagène, José Antonio Alonso et le président de la députation provinciale de León, Cadres Martínez Barazón,,. Divers chefs d'entreprise, accusés d'être les corrupteurs, sont aussi arrêtés et divers sièges d'entreprises sont perquisitionnés. Parmi les entreprises impliquées dans ce réseau, la plus impliquée serait Cofely, une filiale de la multinationale française GDF Suez, qui aurait accaparé 160 des 250 millions d'euros de contrats publics. Après l'arrestation de José Martínez Nicolás, conseiller délégué de l'Agence de l'Informatique et des Communications de la communauté de Madrid, le 28 octobre, le nom de l'entreprise d'informatique Indra Sistemas est aussi apparu comme une des bénéficiaires.

## Personnes concernées
Le 27 octobre 2014, 35 personnes sont arrêtées, et 15 sont inculpées,,.
Le 31 octobre 2014 le juge décrète l'incarcération de Francisco Granados, décision qui a été confirmée par l'Audience Nationale un mois et demi après, face au risque de fuite et de destruction de preuves qui a cependant pu déjà se passer au cours de ce mois et demi. Dans l'arrêté d'incarcération il rappelle qu'il est attribué à Granados de “ faire partie d'une organisation criminelle dédiée à perpétrer des délits de blanchiment, contre le Trésor public, de faux documents, de corruption et de trafic d'influence ”. L'Audience Nationale a aussi rejeté le recours sur la supposée illégalité de son arrestation.
Le 4 novembre 2014, Antonio Sánchez Fernández, ancien maire de Serranillos del Valle est surpris par la Garde civile en train d'emporter des caisses de documents de la mairie, après avoir été alertée par un fonctionnaire local de la possibilité du délit en cours. Lors de cet événement, Sánchez, déjà inculpé faisait l'objet d'une enquête pour prévarication, fraude, corruption et malversation. Au préalable, il avait prétexté un problème de santé pour ne pas avoir à se présenter devant le juge.
En octobre 2017, la défense de Francisco Granados présente au juge un document demandant d'élargir l'enquête à d'autres élus de la Communauté de Madrid, tels qu'Ignacio González, Cristina Cifuentes et Esperanza Aguirre. En novembre 2017, les enquêteurs remettent au juge d'instruction plusieurs rapports dans lesquels ils demandent d'étendre l'enquête à Eduardo Zaplana.
Le 12 février 2018, Francisco Granados allègue devant le juge l'existence d'une « relation » entre Ignacio González et Cristina Cifuentes. Le lendemain Ignacio González est mis en examen.
En 2018, les enquêteurs cherchent notamment à clarifier les liens présumés entre l’entrepreneur et informaticien Alejandro de Pedro Llorca et des personnalités du monde politique et économique, notamment dans la région de Carthagène,.
En août 2019, le parquet anticorruption demande au juge instruisant l'affaire Púnica de mettre en examen Cristina Cifuentes, Esperanza Aguirre et Javier Monzón, actuel président du conseil d’administration du groupe de presse Prisa, pour leur implication présumée dans le financement illégal du PP de Madrid.
Parmi les personnes citées dans l'affaire se trouvent :
| Nom                         | Parti                     | Mandat ou fonction | Statut |
| --------------------------- | ------------------------- | --- | --- |
| Antonio Borrego             |                           | Directeur de cabinet de José María Fraile (maire de Parla) | Arrêté le 27 octobre 2014                                                                                                   |
| José Carlos Boza            | PP                        | Maire de Valdemoro (2011 - 2014) | Arrêté le 27 octobre 2014                                                                                                   |
| Elena María Fernández       |                           | Ingénieure municipale de Parla | Arrêté le 27 octobre 2014                                                                                                   |
| José María Fraile           | PSOE                      | Maire de Parla (2008 - 2014) | Arrêté le 27 octobre 2014                                                                                                   |
| Francisco Granados,         | PP                        | Maire de Valdemoro (1999 - 2003) Membre du gouvernement de la Communauté de Madrid (2003 - 2011) Sénateur (2011 - 2014) Secrétaire général du Parti populaire de la Communauté de Madrid (2004 - 2011) | Arrêté le 27 octobre 2014. En détention préventive du 31 octobre 2014 au 14 juin 2017, date de sa libération sous caution.  |
| José Javier Hernández Nieto | PP                        | Adjoint au maire de Valdemoro, José Carlos Boza, chargé des Finances | Arrêté le 27 octobre 2014                                                                                                   |
| Agustín Juárez              | PP                        | Maire de Collado Villalba | Arrêté le 27 octobre 2014                                                                                                   |
| Marcos Martínez             | PP                        | Président de la députation provinciale de León (mai - novembre 2014) Maire de Cuadros (depuis 1991) Président du Parti populaire de León (2014)                                                        | Arrêté le 27 octobre 2014. En détention préventive du 30 octobre 2014 au 20 juin 2018, date de sa libération sous caution,. |
| José Martínez Nicolás       |                           | Conseiller délégué de l'Agence d'Informaticienne et Communications de la Communauté de Madrid | Arrêté le 27 octobre 2014                                                                                                   |
| David Marjaliza,            | PP                        | Chef d'entreprise et ancien président des Nouvelles Générations du PP à Valdemoro | Arrêté le 27 octobre 2014                                                                                                   |
| José Luis Navarro           |                           | Architecte municipal de Valdemoro | Arrêté le 27 octobre 2014                                                                                                   |
| Alfredo Ovejero             |                           | Directeur de cabinet de José Carlos Boza (maire de Valdemoro) | Arrêté le 27 octobre 2014                                                                                                   |
| Alejandro de Pedro Llorca   |                           | Chef d'entreprise et consultant | Arrêté le 27 octobre 2014                                                                                                   |
| Avelino Pérez Pallares      |                           | Responsable des travaux publics à Parla | Arrêté le 27 octobre 2014                                                                                                   |
| Alejandro Utrilla           | PP                        | Conseiller municipal chargé de l'Environnement à Móstoles | Arrêté le 27 octobre 2014                                                                                                   |
| David Pérez García          | PP                        | Maire d'Alcorcón | Arrêté le 27 octobre 2014                                                                                                   |
| David Rodríguez Sanz        | PP                        | Maire de Casarrubuelos | Arrêté le 27 octobre 2014                                                                                                   |
| Gonzalo Cubas               | PP                        | Maire de Torrejón de Velasco | Arrêté le 27 octobre 2014                                                                                                   |
| Antonio Sánchez Fernández   | Union démocrate madrilène | Maire de Serranillos del Valle | Arrêté le 27 octobre 2014                                                                                                   |